# Henry Kane
Henry Kane (New York, 18 maggio 1908 o 1918 – Lido Beach, 10 ottobre 1988) è stato uno scrittore e sceneggiatore statunitense.

## Biografia
Laureato in legge alla Brooklyn Law School, Kane ha scritto circa 60 romanzi polizieschi, 28 dei quali hanno come protagonista il detective privato di New York Peter Chambers, mentre tre sono dedicati all'ex poliziotto McGregor.
Diversi suoi romanzi sono stati editi sotto gli pseudonimi Anthony McCall, Kenneth R. McKay, Mario J. Sagola e Katherine Stapleton. Kane ha anche pubblicato un gran numero di racconti su popolari periodici statunitensi come il Saturday Evening Post, Esquire, Redbook, Cosmopolitan e molti altri.
Grande appassionato ed esperto di jazz, nel 1962 Kane ha scritto How to Write a Song, un volume che comprende sue interviste a celebri protagonisti della musica americana come Duke Ellington, Hoagy Carmichael, Johnny Mercer, Dorothy Fields, Noël Coward e molti altri.
Kane ha anche svolto un'intensa attività di sceneggiatore televisivo e cinematografico. Per la tv ha firmato, tra gli altri, diversi episodi della serie The Alfred Hitchcock Hour, mentre per il grande schermo ha sceneggiato due film tratti dai romanzi dell'87º Distretto di Ed McBain: Cop Hater, con Robert Loggia nella parte di Steve Carell, e The Mugger, entrambi del 1958 ed entrambi diretti da William Berke. Ha collaborato anche alla realizzazione di due famose serie poliziesche degli anni cinquanta, Peter Gunn e Johnny Staccato.
Il suo ultimo romanzo è stato pubblicato nel 1982. Da quel momento Kane è sembrato svanire nel nulla, e la sua data di morte non risultava registrata in nessun archivio degli Stati Uniti. Solo nel 2010, grazie ai ricordi e alla testimonianza del collega - nonché vecchio amico - Lawrence Block si è scoperto che lo scrittore probabilmente aveva dichiarato dieci anni in meno della sua età effettiva, e che forse era nato nel 1908 e non, come da lui sostenuto, nel 1918.

## Opere

### Romanzi con Peter Chambers
- Finché c'è tempo, A Halo for Nobody (titolo alternativo Martinis and Murder), 1947
  - I gialli proibiti Longanesi n. 19 del 1954[5]
  - I nuovi gialli proibiti Longanesi n. 19 del 1968[5]
- Una poltrona all'inferno, Armchair in Hell, 1948
  - I gialli proibiti Longanesi n. 24 del 1954[5]
- Appeso per il collo, Hang by Your Neck, 1949
  - I gialli proibiti Longanesi n. 32 del 1955[5]
  - I nuovi gialli proibiti Longanesi n. 2 del 1966[5]
- Un mistero per Natale, A Corpse for Christmas (tit. alt. The Deadly Doll e Homicide at Yuletide), 1951
  - Giallo Mondadori n. 256 del 26 dicembre 1953[5]
  - I capolavori dei Gialli Mondadori n. 161 del 1960[5]
  - ripubblicato con il titolo Una notte di Natale a New York, I Mastini n.14 del 2012
- Finché tu sia morto, Until You Are Dead, 1951
  - I gialli proibiti Longanesi n. 47 del 1956[5]
- Splendida canaglia, Too French and Too Deadly (tit. alt. The Narrowing Lust), 1955
  - Giallo Mondadori n. 511 del 16 novembre 1958[5]
  - I Classici del Giallo Mondadori n. 22 del 1967[5]
  - ripubblicato con il titolo Una rossa e 4 dentisti morti, I Mastini n. 7 del 2011[5]
- Il colpo è fatto, Who Killed Sweet Sue? (tit. alt. Sweet Charlie), 1956
  - I gialli proibiti Longanesi n. 66 del 1958[5]
  - ripubblicato con il titolo Chi ha ucciso la soave Sue? in I grandi romanzi gialli di Henry Kane, Longanesi, 1975[5]
- Un pugno pieno di morte, Fistful of Death (tit. alt. The Dangling Man), 1958
  - in I grandi romanzi gialli di Henry Kane, Longanesi, 1975[5]
- La sedia rotta, Death Is the Last Lover, (tit. alt. Nirvana Can Also Mean Death), 1959
  - I Gialli Proibiti, Longanesi, n. 61 del giugno 1960[5]
  - ripubblicato con il titolo La morte è l'ultima amante in I grandi romanzi gialli di Henry Kane, Longanesi, 1975[5]
  - ripubblicato con il titolo L'ultima amante è la morte, Mystery Longanesi n. 22 del 1988[5]
- Ancora un'altra, Dead in Bed, 1961
  - I gialli proibiti Longanesi n. 117 del 1963[5]
- Smoking & piombo, Death of a Flack, 1961
  - Mystery n. 1, Longanesi Periodici, 1987[5]
- Le dure delizie, Death of a Hooker, 1961
  - I gialli proibiti Longanesi n. 109 del 1962[5]
- Filo da torcere per Peter Chambers, Death of a Dastard, 1962
  - Giallo Mondadori n. 740 del 7 novembre 1963[5]
- Tutt'e due, Kisses of Death (tit. alt. Killer's Kiss), 1962
  - I gialli proibiti Longanesi n. 121 del 1963[5]
- Con poca spesa, Never Give a Millionaire an Even Break (tit. alt. Murder for the Millions), 1963
  - I gialli proibiti Longanesi n. 130 del 1964[5]
- Peggio per te, Chambers!, Nobody Loves a Loser, (tit. alt. Who Dies There?), 1963
  - I Neri Mondadori n. 11 del 1965[5]
- Spara per primo, Peter Chambers!, Snatch an Eye, 1963
  - Giallo Mondadori n. 828 del 13 dicembre 1964[5]
- Grr, grr..., The Devil To Pay, 1963
  - I gialli proibiti Longanesi n. 168 del 1967[5]
  - ripubblicato con il titolo La paga del diavolo, Mystery Longanesi n. 8 del 1988[5]
- Peter Chambers e l'infame terzetto, Unholy Trio (tit. alt. The Devil to Pay e Better Wed Than Dead), 1967
  - Giallo Mondadori n. 1067 del 13 luglio 1969[5]
- Don't Call Me Madame, 1969
- The Schack Job, 1969
- The Bomb Job, 1970
- Don't Go Away Dead, 1970
- The Glow Job, 1971
- The Tail Job, 1971
- Come Kill with Me, 1972
- The Escort Job, 1972
- Kill For the Millions, 1972

### Romanzi della serie McGregor
- Le amiche dell'ispettore McGregor, The Midnight Man, (tit. alt. Other Sins Only Speak), 1965
  - I gialli proibiti Longanesi n. 165 del 1967[5]
- Tillie, Conceal and Disguise, 1966
  - I Gialli Proibiti Longanesi n. 171 del 1967[5]
- Notte e nebbia a New York, Laughter in the Alehouse, 1968
  - Segretissimo n. 300 del 1969[5]

### Apocrifi per Ellery Queen
- Assassinio su ricetta (Kill As Directed, 1963)
  - Giallo Mondadori n. 811 dell'11 novembre 1964

### Altri romanzi
- Il fondo dell'abisso, Edge of Panic, 1950
  - Giallo Mondadori n. 575 del 7 febbraio 1960[5]
  - I Classici del Giallo Mondadori n. 41 del 1968[5]
- Laughter Came Screaming (tit. alt. A Mask for Murder), 1953
- Destinazione: Obitorio, The Deadly Finger (tit. alt. The Finger), 1957
  - Giallo Mondadori n. 622 del 1º gennaio 1961[5]
  - I Classici del Giallo Mondadori n. 145 del 1972[5]
- Death for Sale (tit. alt. Sleep Without Dreams), 1957
- Diabolico inganno, Loose End, 1959
  - Il poliziesco n. 2 del 1956[5]
- Dammi spago, Private Eyeful, 1959
  - I gialli proibiti Longanesi n. 87 del 1960[5]
- Omicidio a tempo di jazz, Peter Gunn, 1960
  - Giallo Mondadori n. 698 del 1962[5]
  - I Classici del Giallo Mondadori n. 177 del 1973[5]
- Il destino in corsa, Run for Doom, 1960[6]
  - Gialli Gumar n. 35[5]
- Vittima designata, The Crumpled Cup, 1961
  - Giallo Mondadori n. 719 dell'11 novembre 1962[5]
  - I Classici del Giallo Mondadori n. 267 del 1977[5]
- Dammi qui, My Darlin' Evangeline (tit. alt. The Perfect Crime), 1961
  - I gialli proibiti Longanesi n. 119 del 1963[5]
  - ripubblicato con il titolo Vai (The Perfect Crime) ne I gialli proibiti Longanesi del 1968[5]
- Lama a doppio taglio, Frenzy of Evil, 1963
  - Giallo Mondadori n. 897 del 10 aprile 1966[5]
- Dirtie Girtie (tit. alt. To Die or Not to Die), 1963
- Don't Just Die There, 1963
- Two Must Die (tit. alt. Prey by Dawn), 1963
- The Moonlighter, 1971
- The Virility Factor, 1972
- Tempo di decidere, Decision, 1973
  - I super Mondadori, 1975[5]
- The Violator, 1974
- The Avenger, 1975
- Lust of Power, 1975
- The Tripoli Documents, 1976
- The Little Red Phone, 1982

### Antologie di racconti con Peter Chambers
- Report for a Corpse (titolo alternativo Murder of the Park Avenue Playgirl), 1948
- E bravo Peter Chambers!, My Business Is Murder, 1954
  - Gialli Giumar n. 2 del 1958[5]
- The Case of the Murdered Madame (tit. alt. Triple Terror), 1955
- Trilogy in Jeopardy, 1955
- Trinity in Violence, 1955
- Il diavolo a quattro, Death on the Double, 1957
  - Gialli Giumar n. 6 del 1959[5]
- The Name Is Chambers, 1957

### Romanzi a firma Anthony McCall
- Operazione Delta, Operation Delta, 1966
  - Segretissimo n. 245 del 1968[5]
- Qui Washington: muoio e chiudo, Holocaust, 1967
  - Segretissimo n. 293 del 1969[5]

### Romanzi a firma Kenneth R. McKay
- Shadow of the Knife, 1978
- Indecent Relations, 1982

### Romanzi a firma Mario J. Sagola
- The Manacle, 1978
- The Naked Bishop, 1980

## Altro
- How to Write a Song, as Told to Henry Kane by Duke Ellington [and Others], Macmillan, 1962